# Vega 1
För andra betydelser, se Vega.
Vega 1 (ryska: Вега 1) var en obemannad sovjetisk rymdsond i Vegaprogrammet. Rymdsonden sköts upp den 15 december 1984 med en proton 8K82K-raket. Rymdfarkosten var en vidareutveckling av rymdsonderna i Veneraprogrammet. Uppdraget som delades med ”tvillingen” Vega 2 var en förbiflygning av planeten Venus och Halleys komet, men också att göra ballongnedsläpp och att lämna en landningsmodul på Venus yta.

## Venus
Vega 1 anlände till Venus den 11 juni 1985.  Ballongnedsläppet, som gällde en 21,5 kg tung ballong var genomfört den 13 juni. Landningsmodulen landade norr om Aphrodite Terra vid positionen 7,2o N 177,8o O. På grund av häftig turbulens var dess endast masspektrometern som kunde sända tillbaka uppgifter.

## Halleys komet
Efter denna del av uppdraget tog man hjälp av Venus gravitation för att ge rymdsonden ny fart för att bege sig mot Halleys komet. Den 6 mars 1986 gjorde Vega 1 sin närmaste passage av kometen, cirka 8 890 km från kometkärnan. Avsikten var att ta reda på vad kometens kärna bestod av; dimensioner, form, temperatur och vad ytan utgörs av. Projektet var i och med detta avslutat och får till dess helhet sägas ha varit lyckat.
Besöket vid Halleys komet hade kommit till i ett sent skede av planeringen, till följd av att det amerikanska halleyprojektet avbrutits 1981. Projektet fick tidigareläggas och tiden för studierna av Venus minskas.
Kontakten med Vega 1 tappades den 30 januari 1987. Den befinner sig nu i en heliocentrisk bana.

### Fotnoter
1. ↑  ”NASA Space Science Data Coordinated Archive” (på engelska). NASA. https://nssdc.gsfc.nasa.gov/nmc/spacecraft/display.action?id=1984-125A. Läst 27 mars 2020.
2. ↑  ”Vega 1 – Mission to Venus” (på engelska). NASA Database - Solar System Exploration; Missions; By Target; Venus; Past; Vega 1. NASA. Arkiverad från originalet den 15 juni 2013. https://web.archive.org/web/20130615191247/http://solarsystem.nasa.gov/missions/profile.cfm?MCode=Vega_01&Display=ReadMore. Läst 11 april 2015.